# Madeleine Berkhemer
Nicoline Madeleine Berkhemer (Bergen op Zoom, 25 augustus 1973 – Rotterdam, 17 september 2019) was een Nederlandse kunstenaar. Zij verwierf bekendheid met sculpturen, fotowerken, tekeningen en installaties waarin sensualiteit en erotiek een terugkerend thema zijn.

## Biografie
Berkhemer studeerde van 1992 tot 1996 mode aan de Willem de Kooning Academie in Rotterdam. Van 1995 tot 1999 was ze assistent van modeontwerper Martin Margiela. Ze overleed op 46-jarige leeftijd na een kort ziekbed. Vlak voor haar dood werd de Madeleine Berkhemer Foundation opgericht om haar nalatenschap te beheren.

## Thematiek

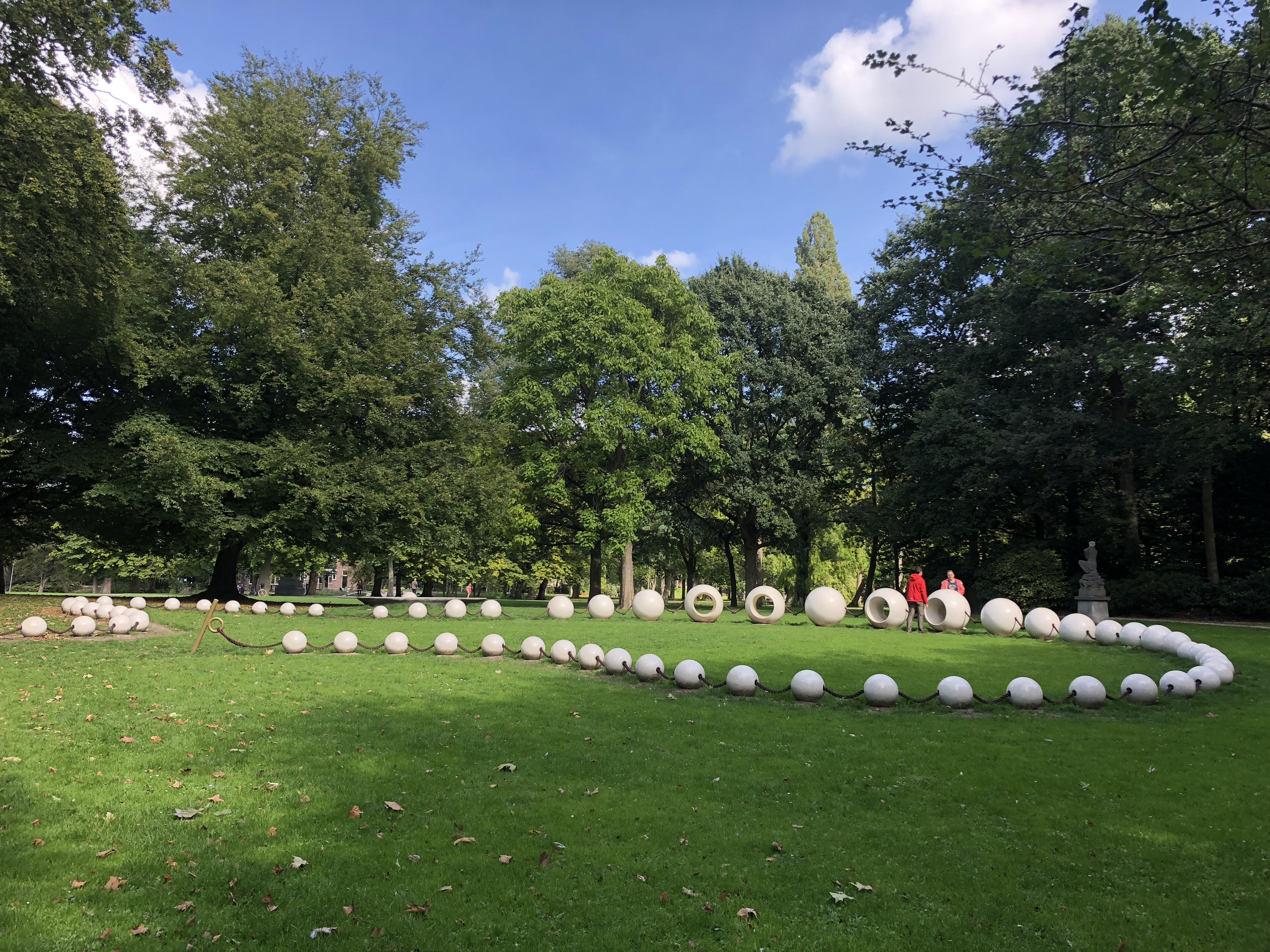
De verloren parel
(Madeleine Berkhemer, 2015)
Het Park, Rotterdam

Binnen haar kunstwerken gaf Berkhemer uitdrukking aan erotiek. In haar performances, maar ook in sculpturen, tekeningen en foto’s richtte zij zich veelal op 'het spel van verleiding'. De in Rotterdam wonende kunstenaar bestempelde sensualiteit als ‘sculpturale vrouwelijkheid’. "Zonder seksuele lading heeft kunst geen bestaansrecht" was een bekende uitspraak van Berkhemer.
Naar eigen zeggen werkte Berkhemer met 'de meest basale vorm van vrouwelijk machtsvertoon'; namelijk met haar lichaam. Toeschouwers wilde zij confronteren met hun eventuele angst voor die bewuste macht, en ook met eventuele verlangens en schuldgevoelens die zouden kunnen worden opgeroepen.

In interviews verzette Berkhemer zich tegen het idee dat haar werk een feministische inslag zou hebben. 
"Het feminisme heeft voor mijn gevoel te maken met de positie van de vrouw ten opzichte van de man. Maar dat is geen punt in mijn werk. Als je het dan toch per se wilt benoemen, noem het dan pornografisch, of erotisch. Nee, het gáát niet meer over die man-vrouwdiscussie. Ik hoef niet meer te vechten voor gelijke rechten of een speciale positie. We hoeven ons niet meer te verdedigen als vrouwen. We hébben die plek, dus we kunnen ook weer gewoon vrouw zijn. Wellicht wat emotioneler, we kunnen andere dingen maken. Vrouw zijn heeft zo zijn voordelen. Daar werk ik mee."
Een van de belangrijkste materialen waarmee Berkhemer werkte was pantystof. Ze rekte het textiel uit en creëerde er spinnenwebachtige kunstinstallaties mee. Ook omspande ze er objecten mee, waaronder tafels, sportauto’s en glazen bollen. Gehuld in de weelderige pantystof deden rondingen (van de bewuste objecten) denken aan vruchten, borsten en billen.

## Performance
Door zelf regelmatig als pin-upgirl te poseren stelde Berkhemer zich bloot aan een door haarzelf gecreëerd voyeurisme. Door kunstcriticus Sandra Smets werd deze werkwijze omschreven als "een onderzoek naar de dimensies van tijd en ruimte en een radicaal onderzoek naar sociale en economische omstandigheden, waarin ze meedogenloos haar eigen lichaam inzet". Kunstfoto’s waarin de kunstenaar sensueel figureerde zijn aangekocht door musea en verzamelaars in diverse landen. Ook werden ze gepubliceerd in diverse erotische- en fetishbladen, waaronder op de cover van het pornografisch tijdschrift Hustler.

Onder de namen Milly, Molly en Mandy creëerde Berkhemer een drietal alter ego’s. De drie fictieve pin-upgirls hadden hun namen te danken aan het karakter Millicent Margaretha Amanda, een meisje uit kinderboeken van Joyce Lankester Brisley (1896-1976), dat in die verhalen de bijnaam ‘Milly-Molly-Mandy’ kreeg. Berkhemer: 
"Als kind mocht ik alleen met mijn handen op de rug naar mijn moeders antiquaire ‘Milly-Molly-Mandy storybook’ kijken. Ik was er door gefascineerd. Voor mij is Milly-Molly-Mandy de personalisatie van de vrouw in het algemeen. Geen enkele vrouw is slechts één type vrouw, maar heeft iets van een gespleten persoonlijkheid. Milly-Molly-Mandy doet me denken aan de drie genaden: schoonheid, deugd en geluk. Dat vind ik zo mooi aan ze als symbool; dat één vrouw deel kan uitmaken van verschillende werelden. Ik wilde ze alle drie visualiseren en personaliseren, zodat Milly-Molly-Mandy allemaal tot leven komen en de kijker reflecteren wat hij of zij graag zou willen zien."
Binnen performances vertolkte Berkhemer regelmatig de drie alter ego’s. Dankzij beeldbewerking werden haar Milly, Molly en Mandy ook regelmatig in kunstfoto’s samengebracht. De kunstenaar gebruikte de drie figuren daarnaast in ontwerpen voor onder meer skateboards en als basis voor kunstspiegels.
In de jaren na 2006 ontwikkelde het oeuvre van Berkhemer zich minder verhalend. Ze ging abstracter werken. Ook legde zij zich nader toe op de creatie van pantystof-kunstinstallaties die zij tussen wanden en plafonds spande, en waar vanaf in pantystof gehulde bollen naar beneden leken te ‘druipen’.

## Tentoonstellingen en presentaties
In 2006 vond in kunstcentrum TENT Rotterdam een groots opgezette tentoonstelling van Berkhemer plaats. Onder de titel Milly’s Maserati Show II toonde de kunstenaar er installaties en fotowerken waarin zowel zijzelf als haar alter ego’s figureerden. Centraal binnen de expositie stonden drie sportauto’s; een Lamborghini, Maserati en Facel Vega. De auto’s vertegenwoordigden de karakters van Milly, Molly en Mandy, en waren elk gehuld in sensuele pantystof-structuren.
Kunstwerken van Berkhemer werden tentoongesteld en aankocht in landen over de gehele wereld. In Nederland heeft Museum Boijmans Van Beuningen twee collages in de collectie.
Na het overlijden van Berkhemer (2019) waren in 2020 werken uit haar oeuvre te zien bij kunstverzamelaar en modemerk Agnès B in Parijs.
In december 2021 werd postuum het kunstwerk Parabola Blues onthuld in de parktuin van de voormalige gevangenis aan de Rotterdamse Noordsingel.

## Ontvangst
Tijdens haar leven genoot Berkhemer voornamelijk succes in andere landen dan Nederland. Zelf zei ze daar over: "Ik weet niet waar de crux zit, wat het probleem is. Nederland is best moeilijk hoor. Het is helemaal niet zo vrijdenkend."
In de Volkskrant beschreef kunsthistoricus Wilma Suto werk van Berkhemer in 1998 als "een blijk van modegevoeligheid veeleer dan een verrassende of overrompelende explosie van artistieke dadendrang". In dezelfde krant beschreef kunstverzamelaar Peter Haasbroek het oeuvre van de kunstenaar in 2008 als "superinternationaal van topniveau, of anders gezegd onhollands goed." In een necrologie die in 2019 in NRC Handelsblad verscheen, werd Berkhemer geplaatst in de context van Nederlandse kunstenaars zoals Erik van Lieshout, Charlotte Schleiffert, Karin Arink en David Bade.